# Horst Liepach

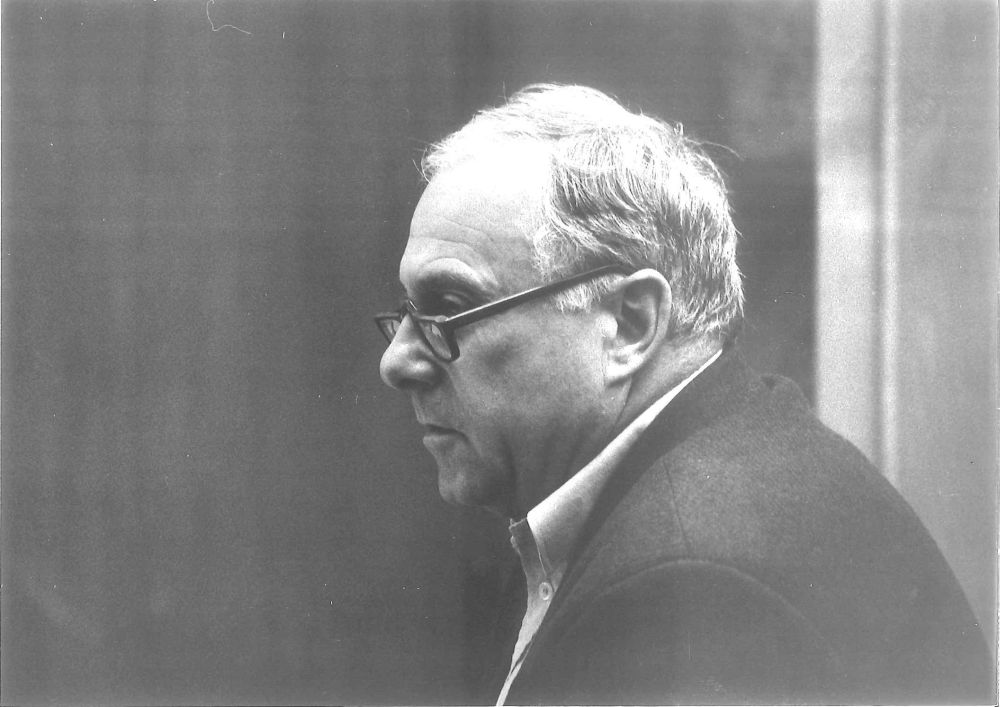
Der Hörspielregisseur Horst Liepach, 1990, in einem Porträt des Berliner Fotografen Werner Bethsold

Horst Liepach (* 6. Oktober 1933 in Reichenbach, Tschechoslowakei; † 2. Dezember 2007 in Berlin) war ein deutscher Hörspiel-Regisseur.

## Leben und Wirken
Liepach besuchte die Schule in Reichenbach im Sudetenland, das von 1938 bis 1945 zum Deutschen Reich gehörte. Seine Familie wurde im Jahr 1946 aus der Tschechoslowakei nach Waren/Müritz ausgewiesen, dort machte er das Abitur und ging im Jahr 1952 nach Berlin an die Humboldt-Universität, wo er bis 1956 Germanistik und Theaterwissenschaften studierte. In den letzten Jahren seines Studiums arbeitete er bereits als Assistent am Berliner Ensemble bei Bertolt Brecht für die Inszenierung von Der kaukasische Kreidekreis. Danach begann er eine Tätigkeit als Literatur-, Feature- und Hörspielregisseur beim Rundfunk der DDR, die er bis 1989 ausführte. Zahlreiche Aufnahmen und Inszenierungen – z. B. der Reihen Das Schatzkästlein und Lesezeichen entstanden unter seiner Regie.
Zu seinen herausragenden Hörspiel-Inszenierungen zählen Produktionen wie: Besuch beim lieben Gott von Uwe Saeger, Dienstfahrt eines Lektors von Erich Loest (beide 1975), Ein anderer K. von Günter Kunert (1976), Der leuchtende Punkt nach Schukschin (1977), Kreppsohlen auf Vorstadtpflaster von Gerhard Pötzsch (1986) sowie die Kunstkopf-Stereo-Inszenierungen Stille Post von Lia Pirskawetz nach Victor-Klemperer-Tagebüchern (1979), Fisch zu viert von Rita Zimmer/Wolfgang Kohlhaase (Kunstkopfversion – 1981), Das Ende vom Anfang von Seán O’Casey (1982) und Monologe von Lothar Walsdorf (1988).
Für das Nachtprogramm des Berliner Rundfunks gestaltete Horst Liepach am 26. April 1989 eine mehrstündige Hörspielnacht zu technischen Aspekten der Hörspielproduktion und -rezeption, zu Digitaltechnik, Stereofonie und Kunstkopf-Stereofonie.
Nach der Abwicklung der DDR-Funkdramatik arbeitete Liepach als freier Regisseur und es entstanden Hörspielinszenierungen wie zum Beispiel Der kleine Prinz nach Antoine de Saint-Exupéry (Sachsen Radio 1991), Sondern erlöse uns von dem Bösen von Erich Loest (MDR 1992), Wer hat Agatha Christie ermordet? von Tudor Gates (MDR 1993) und das Fallada-Feature Hans-Falladas Jahre in Carwitz (ORB 1994).

## Hörspiele
Regisseur
- 1969: Eduard Claudius: Vom schweren Anfang (Kinderhörspiel – Rundfunk der DDR)
- 1970: Hans Pfeiffer: Identifizierung eines unbekannten Toten (Hörspiel – Rundfunk der DDR)
- 1970: Helga Pfaff: Die Schildbürger (Kinderhörspiel – Rundfunk der DDR)
- 1973: Honoré de Balzac: Der Ehevertrag (Hörspiel (3 Teile) – Rundfunk der DDR)
- 1973: Otto Marquardt: Chile im September
- 1975: Erich Loest: Dienstfahrt eines Lektors (Hörspiel – Rundfunk der DDR)
- 1976: Günter Kunert: Ein anderer K. (Hörspiel – Rundfunk der DDR)
- 1979: Charles Dickens: Der ungebetene Gast (Kinderhörspiel – Rundfunk der DDR)
- 1980: Fritz Rudolf Fries: Der fliegende Mann (Biographie – Rundfunk der DDR)
- 1981: Hans Siebe: Drei Bagnaresi (Hörspiel – Rundfunk der DDR)
- 1981: Werner Buhss: Hotte, einfach Hotte (Hörspiel – Rundfunk der DDR)
- 1982: Fritz Rudolf Fries: Der Condor oder Das Weib erträgt den Himmel nicht. Versuch, August Strindberg in eine Novelle von Adalbert Stifter einzuführen (Hörspielbearbeitung – Rundfunk der DDR)

- 1984: Brigitte Hähnel: Erläutern Sie die Herstellung eines Sudes Vollbier (Hörspiel – Rundfunk der DDR)
- 1990: Valerie Radtke: Mein großer Brief (Hörspiel – Funkhaus Berlin)

Autor
- 1970: Der Dichter und seine Fabeln – Regie: Christa Kowalski (Rätselhörspiel (4 Teile) – Rundfunk der DDR)

## Hörbuch
- Hans Falladas Jahre in Carwitz, Feature von Wolfgang Rödel, Regie: Horst Liepach, Der Audio Verlag 2000, ISBN 978-3-89813-121-6

## Auszeichnungen
- Sonderpreis der Kritiker 1981 – zusammen mit Lia Pirskawetz (Autorin) und Eva Lau (Ton) für die kunstkopfstereophone Umsetzung des Hörspiels Stille Post nach Victor Klemperer.
- Regiepreis der Kritiker 1986 für die Inszenierung des Hörspiels Die Sau von Heinz Drewniok[3]